# Triệt sản bắt buộc
Triệt sản bắt buộc, còn được gọi là triệt sản cưỡng chế  là các chương trình và chính sách của chính phủ buộc một người phải trải qua phẫu thuật triệt sản hoặc các hình thức triệt sản khác. Trong nửa đầu thế kỷ 20, một số chương trình như vậy đã được thiết lập ở các nước trên thế giới, thường là một phần của các chương trình ưu sinh học nhằm ngăn chặn sự sinh sản của các thành viên dân số được coi là người mang các đặc điểm di truyền khiếm khuyết.
Các cơ sở khác để phẫu thuật triệt sản bao gồm quản lý tăng trưởng dân số nói chung, kế hoạch hóa gia đình (ví dụ như thắt ống dẫn tinh cho nam giới, đặt vòng tránh thai cho nữ giới), phẫu thuật bình thường hóa giới tính của người liên giới tính, cứu người mẹ khỏi tai biến sản khoa, hạn chế sự lây lan của HIV hoặc giảm dân số của các nhóm dân tộc nhỏ nào đó. Quá trình triệt sản bắt buộc mà không có lý do hợp lý được tính là một hành động diệt chủng theo Đạo luật Rome. Juan E. Méndez, Báo cáo viên đặc biệt của Liên Hợp Quốc về tra tấn và các hình phạt hay đối xử tàn nhẫn, vô nhân đạo hoặc coi việc triệt sản bắt buộc là vi phạm Nguyên tắc Yogyakarta.

## Quần thể bị ảnh hưởng
Vào tháng 5 năm 2014, Tổ chức Y tế Thế giới, OHCHR, UN Women, UNAIDS, UNDP, UNFPA và UNICEF đã ban hành một tuyên bố chung về Loại bỏ triệt sản cưỡng chế, cưỡng chế và không tự nguyện, Tuyên bố liên ngành. Báo cáo đề cập đến việc triệt sản không tự nguyện của một số nhóm dân cư cụ thể. Chúng bao gồm: